# Österreichische Entwicklungszusammenarbeit

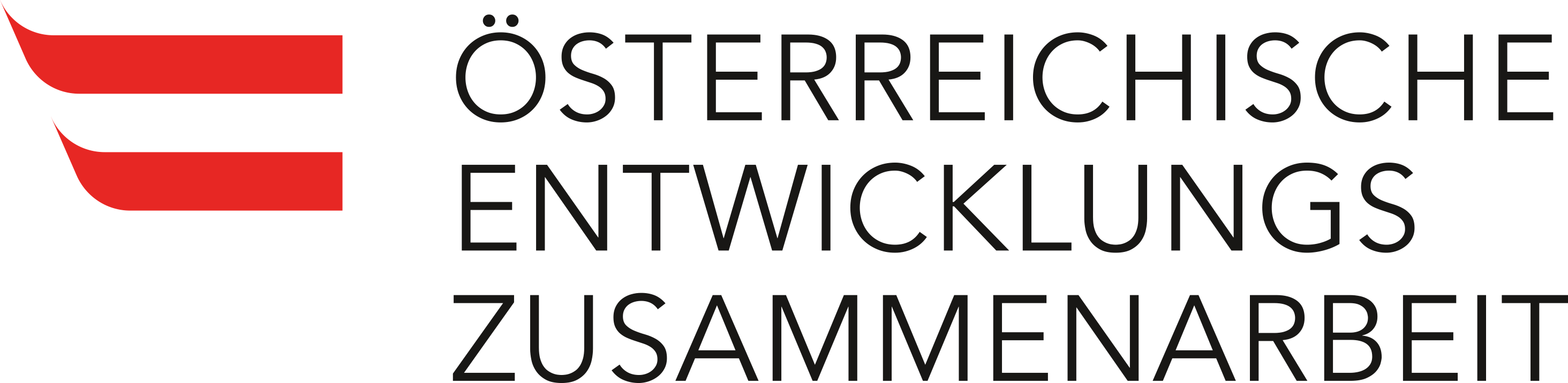
Logo Österreichische Entwicklungszusammenarbeit

Die Österreichische Entwicklungszusammenarbeit unterstützt Länder in Afrika, Asien, Südost- und Osteuropa sowie die Karibik bei ihrer nachhaltigen sozialen, wirtschaftlichen und demokratischen Entwicklung. Das Bundesministerium für Europa, Integration und Äußeres (BMEIA/Außenministerium) plant die Strategien und – vorwiegend bilateralen – Programme, die Austrian Development Agency (ADA), die Agentur der Österreichischen Entwicklungszusammenarbeit, setzt diese gemeinsam mit öffentlichen Einrichtungen, zivilgesellschaftlichen Organisationen und Unternehmen um. 

## Österreichs öffentliche Entwicklungshilfeleistungen (Official Development Assistance – ODA)

### Die Akteure
Entwicklungszusammenarbeit ist in Österreich eine gesamtstaatliche Aufgabe, weshalb neben dem Bundesministerium für Finanzen und dem Bundesministerium für Europa, Integration und Äußeres auch andere Bundesministerien, Länder und Gemeinden sowie die Oesterreichische Entwicklungsbank zu den öffentlichen Entwicklungshilfeleistungen (Official Development Assistance, ODA) beitragen. Diese Beiträge meldet Österreich der Organisation für wirtschaftliche Zusammenarbeit und Entwicklung (OECD). Der OECD-Entwicklungshilfeausschuss (Development Assistance Committee, DAC) entscheidet schließlich, welche Zahlungen tatsächlich als ODA anrechenbar sind.

## Ziele und Aufgaben

### Grundlagen
Die rechtliche Grundlage der Entwicklungszusammenarbeit Österreichs ist das im Jahr 2002 beschlossene und 2003 novellierte Gesetz über Entwicklungszusammenarbeit (EZA-Gesetz). Es enthält einen konkreten Zielkatalog, der für die gesamte Bundesverwaltung entwicklungspolitische Kriterien vorschreibt. Kernpunkte sind: 
- Armut verringern
- Sicherheit fördern
- Ressourcen nachhaltig schützen

Ebenfalls verankert sind die in den Programmen und Projekten geltenden Grundprinzipien: 
- Eigenverantwortung der Partnerländer für ihren Entwicklungsweg
- Respekt vor kultureller Vielfalt
- Gleichstellung zwischen Frauen und Männern
- Rücksicht auf die Bedürfnisse von Kindern und Menschen mit Behinderung

Die zentralen entwicklungspolitischen Positionen und strategischen Rahmenbedingungen sind im Dreijahresprogramm der österreichischen Entwicklungspolitik definiert, das jährlich unter Federführung des BMEIA fortgeschrieben wird. Es dient vor allem der Austrian Development Agency (ADA) als Basis zur Umsetzung bilateraler Programme und Projekte.

### Schwerpunkte
Die Österreichische Entwicklungszusammenarbeit setzt sich für bessere Lebensbedingungen ein und fördert die nachhaltige soziale, wirtschaftliche und demokratische Entwicklung in den Partnerländern. Die Schwerpunktregionen sind:
- Donauraum/Westbalkan
- Schwarzmeerraum/Südkaukasus
- Westafrika/Sahel
- Südliches Afrika
- Himalaya-Hindukusch
- Karibik

Weiters kooperiert Österreich mit Äthiopien, Uganda und den Palästinensischen Gebieten. 
Die von der ADA geführten Auslandsbüros der Österreichischen Entwicklungszusammenarbeit in den Partnerländern ermöglichen den kontinuierlichen Dialog mit allen Akteuren vor Ort und gewährleisten den effizienten Einsatz der Mittel.
Die thematischen Schwerpunkte der Österreichischen Entwicklungszusammenarbeit sind:
- Wasser und Siedlungshygiene, erneuerbare Energie, Klimaschutz, Land- und Forstwirtschaft,
- Wirtschaft und Entwicklung sowie
- Menschliche Sicherheit, Menschenrechte und Rechtsstaatlichkeit.

In allen Programmen und Projekten wird besonderer Wert darauf gelegt, dass
Frauen in Entscheidungsprozesse eingebunden werden. Die Vorhaben sind auch auf die Bedürfnisse von Kindern und Menschen mit Behinderungen abgestimmt.

### Bilaterale Entwicklungszusammenarbeit
Die Österreichische Entwicklungszusammenarbeit bietet Partnern Unterstützung und Zusammenarbeit an. Länderstrategien, Sektor- und Regionalprogramme sowie Leitlinien für die gemeinsame Arbeit werden im Dialog mit den Partnerländern entwickelt. Auch zivilgesellschaftliche Organisationen, Fachleute und andere Geberländer werden einbezogen, um kohärente und effiziente Ergebnisse sicherzustellen.

### Multilaterale Entwicklungszusammenarbeit
Aufgrund der Globalisierung nimmt die Koordination der Entwicklungspolitik im Rahmen von internationalen Organisationen und Institutionen einen immer größeren Stellenwert ein.
Österreich ist Teil der Europäischen Union und damit der größten Gebergruppe weltweit: Gemeinsam stellen die EU-Mitgliedstaaten und die Europäische Kommission 55 Prozent der gesamten internationalen Entwicklungshilfeleistungen zur Verfügung. Österreich leistet sowohl finanzielle als auch inhaltliche Beiträge zur europäischen Entwicklungshilfe. Zentrale Bereiche der Zusammenarbeit sind hier Wasser, Energie, Sicherheit, ländliche Entwicklung, Geschlechtergleichstellung sowie Umwelt und Klimawandel.
Unterstützt wird auch die entwicklungspolitische Arbeit der Vereinten Nationen sowie der Internationalen Finanzinstitutionen. Im Jahr 2000 verabschiedete die UNO acht Millenniumsziele für die nachhaltige wirtschaftliche und soziale Entwicklung bis 2015. Österreich unterstützte deren Umsetzung insbesondere in den Bereichen Energie und Umwelt, Wasser und Sanitärversorgung sowie Sicherheit. In die Diskussion über die Entwicklungsagenda nach 2015 bringt sich Österreich aktiv ein.
Auch die Abstimmung von humanitären Hilfsprogrammen zählt zur multilateralen Entwicklungszusammenarbeit. Österreich kooperiert in diesem Bereich eng mit dem Amt der Vereinten Nationen für die Koordinierung humanitärer Angelegenheiten (OCHA), dem Amt des Hohen Flüchtlingskommissars der Vereinten Nationen (UNHCR), dem Internationalen Roten Kreuz, dem Hilfswerk der Vereinten Nationen für Palästinensische Flüchtlinge (UNRWA) und dem Welternährungsprogramm (WFP) der UNO.